# Сан-Томе и Принсипи на летних Олимпийских играх 2020
Демократическая Республика Сан-Томе и Принсипи на летних Олимпийских играх 2020 года была представлена в двух видах спорта. Первоначально Олимпийские игры должны были состояться в 2020 году, однако из-за пандемии COVID-19 МОК принял решение перенести Игры на 2021 год. Это было седьмое появление страны на летних Олимпийских играх.

## Состав сборной
Ниже приводится список участников Игр.

###### Лёгкая атлетика
1. Д’жамила Таварес

###### Гребля на гладкой воде
1. Роке Рамос
2. Були Триште

## Результаты соревнований

### Лёгкая атлетика
Сан-Томе и Принсипи получила от Международной ассоциации легкоатлетических федераций (МАЛФ) место, чтобы отправить спортсменку на Олимпийские игры.
| Соревнование | Спортсмены       | Первый раунд | Первый раунд | Полуфинал             | Полуфинал             | Финал                 | Финал                 |
| Соревнование | Спортсмены       | Результат    | Место        | Результат             | Место                 | Результат             | Место                 |
| ------------ | ---------------- | ------------ | ------------ | --------------------- | --------------------- | --------------------- | --------------------- |
| женщины 800м | Д’жамила Таварес | 2:16.72 PB   | 8            | Завершила выступление | Завершила выступление | Завершила выступление | Завершила выступление |

### Гребля на байдарках и каноэ

#### Гребля на гладкой воде
Сан-Томе и Принсипи квалифицировали одноместную лодку на Игры, завоевав золотую медаль на Африканских играх 2019 в Рабате, Марокко.
| Соревнование                | Спортсмены             | Отборочная гонка | Отборочная гонка | Четвертьфинал | Четвертьфинал | Полуфинал            | Полуфинал            | Финал                | Финал                |
| Соревнование                | Спортсмены             | Результат        | Место            | Результат     | Место         | Результат            | Место                | Результат            | Место                |
| --------------------------- | ---------------------- | ---------------- | ---------------- | ------------- | ------------- | -------------------- | -------------------- | -------------------- | -------------------- |
| каноэ-одиночки, 1000 метров | Роке Рамос             | 5:00,977         | 7 QF             | 5:10,506      | 8             | Завершил выступление | Завершил выступление | Завершил выступление | Завершил выступление |
|                             | Були Триште            | 4:57,659         | 6 QF             | 4:55,527      | 7             | Завершил выступление | Завершил выступление | Завершил выступление | Завершил выступление |
| каноэ-двойки, 1000 метров   | Роке Рамос Були Триште | 4:34,880         | 7 QF             | 4:44,055      | 5 FB          | не участвовал        | не участвовал        | 4:12,075             | 14                   |